# Renzo Venturi
Renzo Venturi (Portogruaro, 3 maggio 1928 – Firenze, 2 settembre 2014) è stato un calciatore italiano, di ruolo difensore.
Stabilitosi a Firenze a fine carriera, è morto nel 2014 all'età di 86 anni.

## Carriera
Giocò per sei stagioni in Serie A, con le maglie di Fiorentina, Roma e Pro Patria, per complessive 103 presenze in massima serie, e due in Serie B con il Vicenza, con all'attivo 48 presenze in cadetteria.

## Palmarès

### Club

#### Competizioni nazionali
- Serie C: 1

Prato: 1956-1957